# نامیتا
نامیتا (انگلیسی: Namitha؛ زادهٔ ۱۰ مهٔ ۱۹۸۱ ‏(۴۳ سال)) یک هنرپیشه اهل هند است.
از فیلم‌ها یا برنامه‌های تلویزیونی که وی در آن نقش داشته‌است می‌توان به ۱۹۷۷، تو، معامله‌گر، با چشمانی مثل فرفره و پسر تامیلی دوست‌داشتنی اشاره کرد.